# رولاند هيل (لاعب كريكت)
رولاند هيل (بالإنجليزية: Rowland Hill)‏ (5 سبتمبر 1851 - 29 أغسطس 1912) هو لاعب كريكت بريطاني (وحمل سابقاً جنسية المملكة المتحدة لبريطانيا العظمى وأيرلندا).